# Ellery Clark

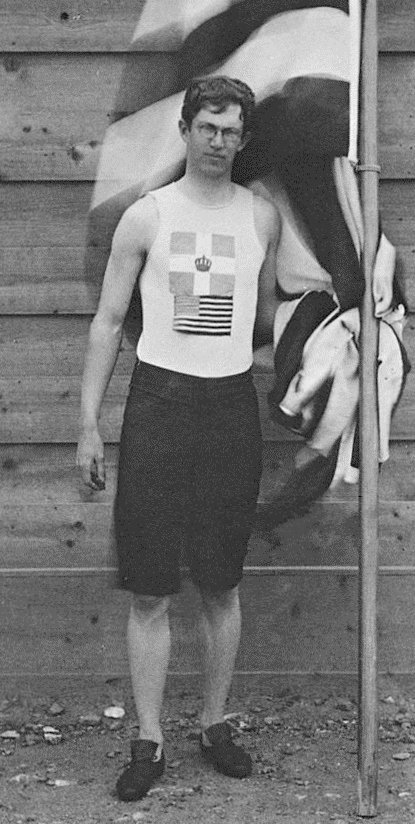
Ellery Clark

Ellery Harding Clark (* 13. März 1874 in East Roxbury, Massachusetts; † 17. Februar 1949 in Boston) war ein US-amerikanischer Leichtathlet.
Bei den I. Olympischen Spielen 1896 in Athen gewann er den Wettbewerb im Weitsprung und im Hochsprung. Bis heute ist er der einzige Athlet, der diese beiden Disziplinen während einer Olympiade gewann. Des Weiteren nahm er am Kugelstoß-Wettbewerb teil. Beim Weitsprung-Wettbewerb nutzte Clark einen Hut als Markierungshilfe beim Anlauf. Seine beiden ersten Versuche waren ungültig. Bevor er seinen dritten Versuch antreten konnte, nahm ihm ein Kampfrichter (wahrscheinlich der spätere König von Griechenland, Konstantin I) den Hut mit der Begründung, dies wäre eine professionelle Praktik, weg. Der dritte Versuch war, ohne Hut, gültig und reichte, um den Wettbewerb zu gewinnen.
Von 1893 bis 1912 war Clark einer der nationalen Top-Athleten. Obwohl Olympiasieger im Weitsprung gewann er nie eine nationale Meisterschaft in dieser Disziplin. Er war jedoch sehr erfolgreich im Mehrkampf, einem Vorläufer des heutigen Zehnkampfes. 1896 und 1897 wurde er Mehrkampfmeister von Neuengland. 1897 gewann er den Mehrkampf bei den amerikanischen Leichtathletikmeisterschaften, den AAU-Meisterschaften (Amateur Athletic Union, USA). Im gleichen Jahr zog er sich eine schwere Knieverletzung zu, welche ihn zwei Jahre lang von Wettkämpfen fernhielt. 1903, als 29-Jähriger, kam er zurück und gewann erneut den Mehrkampf der AAU-Meisterschaften. Die zweiten Olympischen Spiele, an denen er teilnahm, waren die Olympischen Spiele 1904 in St. Louis. Jedoch lähmte ihn eine Bronchitis, so dass er lediglich Platz sechs im Mehrkampf belegte. Bis zu seinem 56. Lebensjahr nahm er an Wettbewerben im Gehen teil.
1991 wurde Clark in die USATF (US-Leichtathletikverband) Hall of Fame aufgenommen.
1897 machte Ellery Clark seinen Abschluss in Harvard (Cambridge, Massachusetts). Er arbeitete als Autor von 19 Büchern (Die Geliebte des Korsaren – Originaltitel Caribbean – wurde 1952 verfilmt), als Anwalt, Leichtathletiktrainer und Lehrer, und saß im Stadtrat der Stadt Boston.

## Ergebnisse/Platzierungen bei Olympischen Spielen
| Disziplin   | 1896  | 1904 |
| ----------- | ----- | ---- |
| Weitsprung  | 1.    | –    |
| Hochsprung  | 1.    | –    |
| Kugelstoßen | 5.–7. | –    |
| Zehnkampf   | –     | 6.   |

## Veröffentlichungen
- The first americans at the olympic games, in: The Boston Chronicle vom 9. März 1911.